# Alphonse Thys
Alphonse Thys (* 8. März 1807 in Paris; † 1. August 1879 in Bois-Guillaume) war ein französischer Komponist.

## Leben und Wirken
Thys studierte ab 1825 am Pariser Konservatorium Harmonielehre bei Émile Bienaimé und Komposition bei Henri Montan Berton. 1833 gewann er mit der Kantate Le Contrebandier espagnol den Premier Grand Prix de Rome. Nach einem zweijährigen Aufenthalt in der Villa Medici in Rom begann er in Paris seine Laufbahn als Komponist mit Romanzen für das Klavier und populären Liedern wie La Belle Limonadière oder La Nuit au sérail.
Später komponierte er eine Anzahl großer Opern, die größtenteils an der Opéra-Comique aufgeführt wurden, eine Salon-Oper mit Klavierbegleitung (Les Echos de Rosine) sowie Werke für gemischten und für Männerchor.
Als Musiklehrer bediente sich Thys der Methode von Pierre Galin, 1873 schrieb er auch das Vorwort des Buches von Sophronyme Loudier zu der Methode Histoire anecdotique de la méthode Galin-Paris-Chevé. Sein bekanntester Schüler war der Komponist Edmond de Polignac. 1850 gehörte Thys zu den Gründern der Société des Auteurs, Compositeurs et Éditeurs de Musique (SACEM).
Auch Thys' Tochter Pauline Thys-Sébault wurde als Komponistin bekannt. Ob auch eine verwandtschaftliche Beziehung zu dem Maler Gaston Thys bestand, ist nicht geklärt.

## Werke
- Alda, Oper in einem Akt, UA 1835
- Le Roi Margot, Comédie à Ariettes, UA 1839
- Oreste et Pylade, komische Oper in einem Akt, UA 1844
- L’Amazone, komische Oper in einem Akt, UA 1845
- La Sournoise, komische Oper in einem Akt, UA 1848
- Les Echos de Rosine, Salon-Oper mit Klavierbegleitung
- Les plaisirs de la chasse für Männerchor, 1864

| Personendaten    | Personendaten           |
| ---------------- | ----------------------- |
| NAME             | Thys, Alphonse          |
| KURZBESCHREIBUNG | französischer Komponist |
| GEBURTSDATUM     | 8. März 1807            |
| GEBURTSORT       | Paris                   |
| STERBEDATUM      | 1. August 1879          |
| STERBEORT        | Bois-Guillaume          |